# Langeveen (natuurgebied)
Het Langeveen is een natuurgebied op landgoed Den Treek-Henschoten ten zuiden van Amersfoort in de Nederlandse provincie Utrecht. Het ligt ten noorden van de Oude Utrechtseweg en ten oosten van de Doornseweg. 
Het Langeveen bestond vóór de grootschalige bebossingen uit een vlakte van heide en stuifzand met hier en daar enkele eikenstrubben. De gronden werden toen gebruikt om schapen op te weiden. Het Langeveen hoorde bij een kleine melkveehouderij met 7 hectare grond. Het werd tot 1991 gebruikt voor beweiding en hooiland. In het centrale deel zijn afwateringssloten gegraven, maar het werd nooit helemaal ontgonnen tot bos of bouwland. Wel werd het drassige terrein bemalen en vond er turfwinning plaats. De verruigde landbouwgronden zijn begroeid met pitrus, ook komen er plaatselijk nog hoogveenmos en andere hoogveenplanten voor. Het Langeveen wordt door het voormalige stuifzandgebied De Ringheuvels gescheiden van het Waswater. 